# Barbara Erdei
Barbara Erdei (* 3. Juni 1979) ist eine ehemalige ungarische Fußballnationalspielerin.
Erdei spielt für Pécsi Fortuna bis 1996 und wechselte danach zum 1. FC Femina. Mit dem Verein gewann sie drei ungarische Meisterschaften. Zwischen 1996 und 2002 bestritt sie 17 Länderspiele für die ungarische Auswahl.
- Ungarische Meisterschaft:
  - Meister: 1996/97, 2000/01, 2001/02
  - Vizemeister: 1999/2000
  - Dritter: 1997/98, 1998/99